# Robbert Ammerlaan
Robbert Ammerlaan (Pijnacker, 16 februari 1944) is een Nederlands uitgever en voormalig journalist. Van 1999 tot begin 2012 was hij directeur van uitgeverij De Bezige Bij. Tevens was hij oprichter en hoofdredacteur van het culturele tijdschrift Hollands Diep.

## Familie en jeugd
Robbert Ammerlaan groeide op in Pijnacker als enige zoon en jongste van 3 kinderen. Zijn vader was inkoper bij de boekenafdeling van De Bijenkorf te Amsterdam. Moeder was huisvrouw. Zijn liefde voor boeken dankt Ammerlaan aan zijn vader, die vaak thuiskwam met boeken voor zijn kinderen en hen daaruit ook graag voorlas.
Ammerlaan voltooide de lagere school in Pijnacker en de HBS in Delft, waarna hij koos voor een studie economie aan de Universiteit van Rotterdam.

## Parlementair redacteur
In 1966 brak Ammerlaan zijn studie af en bood zijn diensten aan bij de Haagsche Courant. Na een proeftijd van 3 maanden werd hij aangenomen als parlementair redacteur. Het was een periode waarin de Nederlandse politiek roerige tijden beleefde: enkele dagen na Ammerlaans aantreden als politiek journalist viel de regering, als gevolg van de “Nacht van Schmelzer”.
In 1969 stapte Ammerlaan over naar de Haagse Post (het latere HP/de Tijd), destijds een van de voornaamste opiniebladen, waar hij politiek redacteur werd.

## Het verschijnsel Schmelzer
Tussen 1970 en 1973 schreef Ammerlaan, naast zijn functie als redacteur, aan een biografie van Norbert Schmelzer, van wie hij inzage kreeg in diens dagboeken, aantekeningen en correspondenties. Het boek kreeg als titel Het verschijnsel Schmelzer – uit het dagboek van een politieke teckel en werd bij de verschijning veel besproken in de media. Er werden ruim 65.000 exemplaren van verkocht.

## Uitgever
In 1976 kreeg Ammerlaan van zijn uitgeverij A.W. Sijthoff een aanbod om als uitgever in dienst te treden. Daarnaast zou hij tijd krijgen om zich te wijden aan een volgende biografie, ditmaal van Prins Bernhard (zie hieronder). In 1980 stapte Ammerlaan over naar uitgeverij Unieboek. Hier werd hij onder meer uitgever van John Irving, een samenwerking die vele jaren zou duren en tot een persoonlijke vriendschap leidde. In 1985 ging Ammerlaan over naar uitgeverij Bosch & Keuning en vond Irving en ook Joseph Heller bereid om met hem mee te verhuizen.
In 1986 ging Ammerlaan in op een aanbod van toenmalig Commissaris van de Koningin van Noord-Brabant, Dries van Agt, om diens perschef te worden. Toen Van Agt in 1987 aftrad, keerde Ammerlaan evenwel terug bij Bosch en Keuning, waar hij directeur-uitgever werd van Ambo-Anthos.
In de jaren die volgden wist hij Ambo-Anthos snel uit te bouwen tot een succesvolle uitgeverij van fictie en non-fictie. Behalve Irving en Heller behoorden onder meer ook Susan Sontag, Don Delillo, Karen Armstrong en A.M. Homes tot het fonds. In 1993 behaalde Ammerlaan een van zijn grootste successen door De Verborgen Geschiedenis van de dan nog onbekende jonge debutante Donna Tartt uit te geven. Het boek voerde wekenlang de bestsellerlijsten aan en er werden in totaal meer dan 800.000 exemplaren van verkocht. In deze periode stond Ammerlaan tevens aan de wieg van een geheel nieuw boekengenre: de “Literaire thriller”. Onder deze benaming gaf hij onder meer de eerste drie boeken van schrijversechtpaar Nicci French uit, waarvan het debuut meer dan 100.000 exemplaren verkocht.
In 1999 werd Ammerlaan gevraagd om directeur te worden van uitgeverij de Bezige Bij, die ondanks haar roemruchte verleden en rijke literaire fonds al enige jaren verlies leed. Met het aanvaarden van deze functie werd hij uitgever van grote namen uit de Nederlandse en Vlaamse letteren, waaronder Hugo Claus, Harry Mulisch, Gerard Reve, Remco Campert, Jan Wolkers, Leon de Winter, Tommy Wieringa, Jules Deelder, Kees van Kooten en Jan Cremer. Ook Donna Tartt, John Irving en Karen Armstrong volgden hem naar de Bezige Bij.
Binnen korte tijd lukte het Ammerlaan het noodlijdende uitgevershuis haar oude statuur terug te geven. In de periode dat hij aan het roer stond, stapte een groot aantal auteurs over naar de Bezige Bij, onder wie Jan Siebelink, Erwin Mortier, Kees van Beijnum, Gerrit Komrij, Cees Nooteboom, Charlotte Mutsaers, Marcel Möring, A.F.Th. van der Heijden, Philip Roth en Amos Oz. Dit grote aantal transfers maakte dat Ammerlaan onder zijn concurrenten de reputatie ontwikkelde van ronselaar die met grote sommen geld strooide teneinde auteurs aan zich te binden. Ammerlaan heeft evenwel altijd stellig volgehouden dat de schrijvers uit eigen initiatief naar hem toe kwamen.Wegens zijn succes bij de Bezige Bij belandde Ammerlaan meermaals op de eerste plaats van de literaire “pikorde” die HP/de Tijd jaarlijks samenstelt.
In 2012 legde Ammerlaan, toen 68 jaar oud, zijn functie als directeur/uitgever neer en ging zich wijden aan de ontwikkeling van een Vlaamse pendant van De Bezige Bij in Antwerpen. Eind 2014 ging Ammerlaan met pensioen. Bij zijn afscheid werd Ammerlaan door de Gemeente Amsterdam onderscheiden met de Frans Banninck Cocqpenning voor zijn jarenlange inzet voor de Amsterdamse cultuursector.
In september 2014 maakte het NRC Handelsblad bekend dat de gepensioneerde Ammerlaan een nieuwe literaire uitgeverij, genaamd Hollands Diep, ging oprichten. Het is de bedoeling dat de uitgeverij tot “de prominentste Nederlandstalige uitgevers” van Nederland gaat behoren.

## Hollands Diep
In 2007 richtte Ammerlaan het culturele glossy-tijdschrift Hollands Diep op. Het was geïnspireerd op het gelijknamige culturele tijdschrift uit de jaren ’70. Grote namen uit de binnenlandse en buitenlandse kunst, literatuur en journalistiek leverden bijdragen aan het blad. Ammerlaan werd hoofdredacteur, een functie die hij combineerde met zijn werk als directeur-uitgever. Het tijdschrift ging van start met een oplage van 80.000 exemplaren en bereikte gemiddeld 126.000 lezers. In 2007 werd Hollands Diep onderscheiden met de Mercurprijs voor de “Lancering van het Jaar” en werd in 2009 genomineerd voor “Tijdschrift van het Jaar” en “Tijdschriftreportage van het Jaar.” Na een kleine vijf jaar hield het tijdschrift wegens teruglopende advertentieverkoop op te bestaan. Hollands Diep verscheen in december 2011 voor het laatst.

## Memoires prins Bernhard van Lippe-Biesterfeld
Ammerlaan werkte sinds de jaren ’70 lange tijd samen met prins Bernhard van Lippe-Biesterfeld aan diens memoires, die evenwel nooit verschenen. Vanaf 1974 had Ammerlaan circa 160 gesprekken met de echtgenoot van koningin Juliana der Nederlanden, met wie hij vertrouwd en bevriend raakte. Hij kreeg toegang tot het persoonlijke archief van Bernhard, diens agenda’s, aantekeningen, correspondenties en ingesproken geluidsbanden. Koningin Beatrix hield de publicatie van het boek echter tegen, ondanks de wensen van haar vader. Het bronmateriaal werd overgedragen aan het Koninklijk Huisarchief en is voor niemand toegankelijk. In de uitzending van het programma Buitenhof van 17 maart 2013 sprak Ammerlaan de hoop uit dat Willem-Alexander als nieuwe koning meer coulant zal zijn met betrekking tot de publicatie van het manuscript.
- Bibliothèque nationale de France: cb158160497 (data)
- Gemeinsame Normdatei: 1119837324
- International Standard Name Identifier: 0000 0000 3187 0579
- Library of Congress Control Number: n95039159
- Nederlandse Thesaurus van Auteursnamen: 073560847
- Système universitaire de documentation: 227590112
- Virtual International Authority File: 65716104
- WorldCat: E39PBJcgyTVkk6WyQ3HKPqt9Xd